# パパ・グロウズ・ファンク
パパ・グロウズ・ファンク (Papa Grows Funk)　は、米国ルイジアナ州ニューオーリンズを拠点とするファンク・バンド。バンド名は、リーダーのジョン・グロウのあだ名"パパ"に由来する。

## 来歴
ニューオーリンズのクラブ、メイプル・リーフ・バーでグロウが主催していたジャム・セッションのメンバーにより、2000年頃に結成された。
2001年、デビュー作Doin It'をリリース。2005年には1ヶ月に渡る日本ツアーも行った。
パパ・グロウズ・ファンクは、ファンによるライブ演奏の録音を公式に認めている。

## ディスコグラフィー
- 2001年 Doin It'
- 2003年 Shakin'
- 2006年 Live at the Leaf
- 2007年 Mr. Patterson's Hat